# Arrondissement Bordeaux
Das Arrondissement Bordeaux ist ein Verwaltungsbezirk im französischen Département Gironde in der Region Nouvelle-Aquitaine. Es besteht aus 25 Kantonen und 82 Gemeinden. Hauptort (Sitz der Präfektur) ist Bordeaux.

## Geschichte
Am 4. März 1790 wurde mit der Gründung des Départements Gironde auch ein District de Bordeaux gegründet, der allerdings anders zugeschnitten war als das heutige Arrondissement. Am 17. Februar 1800 wurde daraus das Arrondissement Bordeaux, erweitert um das Gebiet des ehemaligen District de Cadillac, gegründet.
Vom 10. September 1926 bis 1. Juni 1942 gehörte auch das Gebiet des vorherigen Arrondissements Lesparre zum Arrondissement Bordeaux.
Zu Wahlkreisänderungen kam es in den Jahren 2006 und 2007. Mit Wirkung vom 1. Mai 2006 wurde das Arrondissement Bordeaux um vier Wahlkreise (Kantone) verkleinert. Der Kanton Saint-André-de-Cubzac wechselte zum Arrondissement Blaye, die Kantone Cadillac und Podensac zum Arrondissement Langon und der Kanton Castelnau-de-Médoc zum Arrondissement Lesparre-Médoc. Am 1. Januar 2007 wurde das Arrondissement um weitere vier Kantone verkleinert und daraus das neue Arrondissement Arcachon gebildet.

## Geografie
Das Arrondissement liegt in der Mitte des Départements und grenzt im Norden an die Arrondissements Lesparre-Médoc und Blaye, im Osten an das Arrondissement Libourne, im Süden an das Arrondissement Langon und im Westen an das Arrondissement Arcachon.
Im Arrondissement liegen 21 Wahlkreise (Kantone):
| - Kanton Bordeaux-1 - Kanton Bordeaux-2 - Kanton Bordeaux-3 - Kanton Bordeaux-4 - Kanton Bordeaux-5 - Kanton Cenon - Kanton Créon | - Kanton L’Entre-deux-Mers (mit 6 von 58 Gemeinden) - Kanton La Brède - Kanton La Presqu’île - Kanton Le Bouscat - Kanton Le Sud-Médoc (mit 1 von 22 Gemeinden) - Kanton Les Portes du Médoc - Kanton Lormont | - Kanton Mérignac-1 - Kanton Mérignac-2 - Kanton Pessac-1 - Kanton Pessac-2 - Kanton Saint-Médard-en-Jalles - Kanton Talence - Kanton Villenave-d’Ornon |

## Gemeinden
Die Gemeinden (INSEE-Code in Klammern) des Arrondissements Bordeaux sind:
| 1. Ambarès-et-Lagrave (33003)          | 2. Ambès (33004)                      | 3. Artigues-près-Bordeaux (33013)     | 4. Ayguemorte-les-Graves (33023)   |
| 5. Bassens (33032)                     | 6. Baurech (33033)                    | 7. Beautiran (33037)                  | 8. Bègles (33039)                  |
| 9. Beychac-et-Caillau (33049)          | 10. Blanquefort (33056)               | 11. Blésignac (33059)                 | 12. Bonnetan (33061)               |
| 13. Bordeaux (33063)                   | 14. Bouliac (33065)                   | 15. Bruges (33075)                    | 16. Cabanac-et-Villagrains (33077) |
| 17. Cadaujac (33080)                   | 18. Camarsac (33083)                  | 19. Cambes (33084)                    | 20. Camblanes-et-Meynac (33085)    |
| 21. Canéjan (33090)                    | 22. Carbon-Blanc (33096)              | 23. Carignan-de-Bordeaux (33099)      | 24. Castres-Gironde (33109)        |
| 25. Cénac (33118)                      | 26. Cenon (33119)                     | 27. Cestas (33122)                    | 28. Créon (33140)                  |
| 29. Croignon (33141)                   | 30. Cursan (33145)                    | 31. Eysines (33162)                   | 32. Fargues-Saint-Hilaire (33165)  |
| 33. Floirac (33167)                    | 34. Gradignan (33192)                 | 35. Haux (33201)                      | 36. Isle-Saint-Georges (33206)     |
| 37. La Brède (33213)                   | 38. La Sauve (33505)                  | 39. Latresne (33234)                  | 40. Le Bouscat (33069)             |
| 41. Le Haillan (33200)                 | 42. Le Pian-Médoc (33322)             | 43. Le Pout (33335)                   | 44. Le Taillan-Médoc (33519)       |
| 45. Le Tourne (33534)                  | 46. Léognan (33238)                   | 47. Lignan-de-Bordeaux (33245)        | 48. Lormont (33249)                |
| 49. Loupes (33252)                     | 50. Ludon-Médoc (33256)               | 51. Macau (33262)                     | 52. Madirac (33263)                |
| 53. Martignas-sur-Jalle (33273)        | 54. Martillac (33274)                 | 55. Mérignac (33281)                  | 56. Montussan (33293)              |
| 57. Parempuyre (33312)                 | 58. Pessac (33318)                    | 59. Pompignac (33330)                 | 60. Quinsac (33349)                |
| 61. Sadirac (33363)                    | 62. Saint-Aubin-de-Médoc (33376)      | 63. Saint-Caprais-de-Bordeaux (33381) | 64. Sainte-Eulalie (33397)         |
| 65. Saint-Genès-de-Lombaud (33408)     | 66. Saint-Jean-d’Illac (33422)        | 67. Saint-Léon (33431)                | 68. Saint-Loubès (33433)           |
| 69. Saint-Louis-de-Montferrand (33434) | 70. Saint-Médard-d’Eyrans (33448)     | 71. Saint-Médard-en-Jalles (33449)    | 72. Saint-Morillon (33454)         |
| 73. Saint-Selve (33474)                | 74. Saint-Sulpice-et-Cameyrac (33483) | 75. Saint-Vincent-de-Paul (33487)     | 76. Sallebœuf (33496)              |
| 77. Saucats (33501)                    | 78. Tabanac (33518)                   | 79. Talence (33522)                   | 80. Tresses (33535)                |
| 81. Villenave-d’Ornon (33550)          | 82. Yvrac (33554)                     |                                       |                                    |

Agen |
Angoulême |
Arcachon |
Aubusson |
Bayonne |
Bellac |
Bergerac |
Blaye |
Bordeaux |
Bressuire |
Brive-la-Gaillarde |
Châtellerault |
Cognac |
Confolens |
Dax |
Guéret |
Jonzac |
La Rochelle |
Langon |
Lesparre-Médoc |
Libourne |
Limoges |
Marmande |
Mont-de-Marsan |
Montmorillon |
Nérac |
Niort |
Nontron |
Oloron-Sainte-Marie |
Parthenay |
Pau |
Périgueux |
Poitiers |
Rochechouart |
Rochefort |
Saint-Jean-d’Angély |
Saintes |
Sarlat-la-Canéda |
Tulle |
Ussel |
Villeneuve-sur-Lot